# Puconci
Puconci (slowenisch [ˈpuːtsɔntsi]; in älteren Quellen auch Pucinci, ungarisch Battyánd, prekmurisch Püconci, deutsch Putzendorf) ist der Hauptort der Gemeinde Puconci in der historischen Landschaft Prekmurje, Region Ravensko, in Slowenien.
2016 wurde Puconci der Ehrentitel „Reformationsstadt Europas“ durch die Gemeinschaft Evangelischer Kirchen in Europa verliehen.

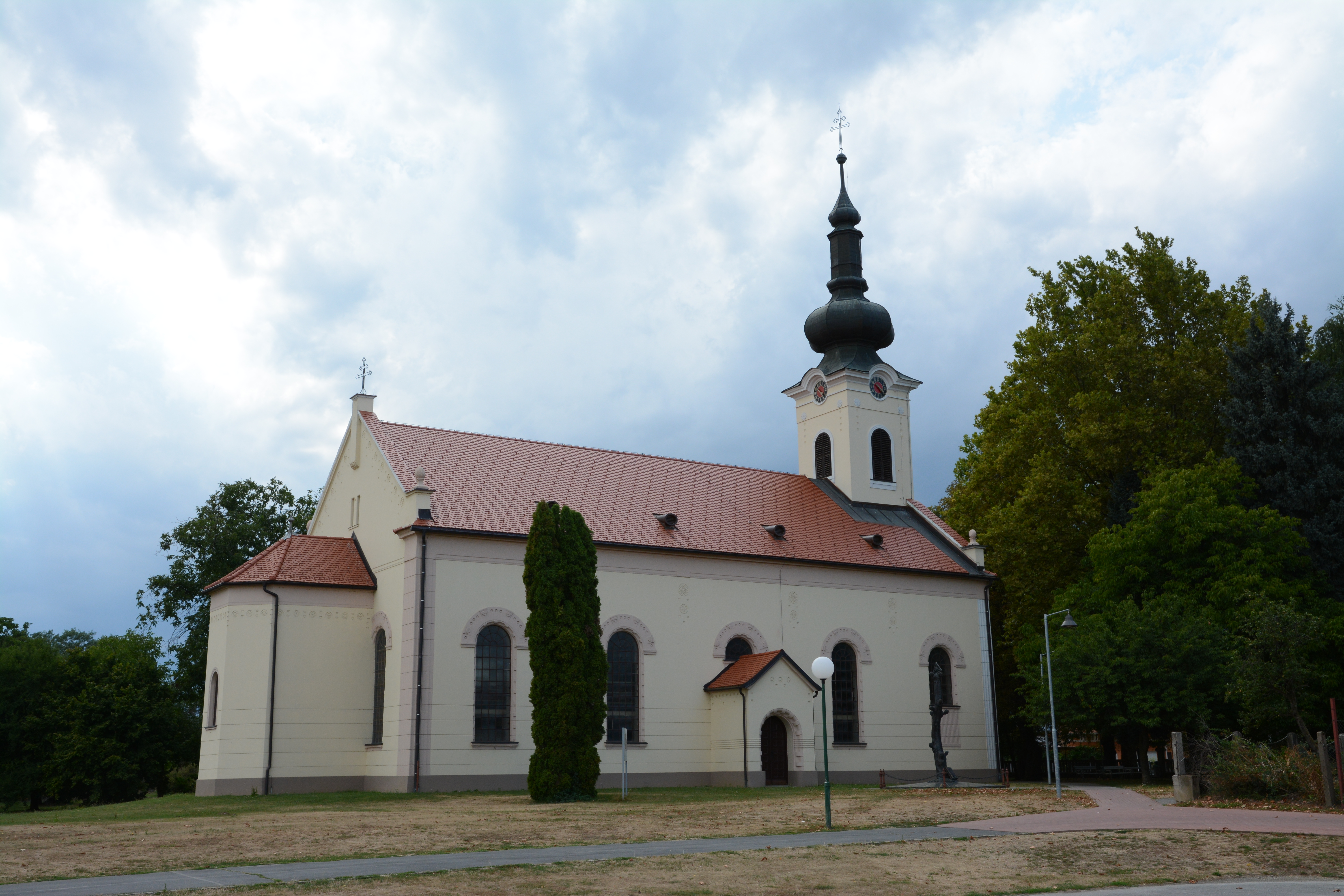
Evangelisch-Lutherische Kirche Puconci

## Geschichte
Die Ortschaft wie die Gemeinde Puconci blicken auf eine lange evangelisch-lutherische Tradition zurück. Zahlreiche, für die prekmurische Literatur prägende Schriftsteller – vielfach lutherische Geistliche – haben hier gewirkt (siehe den Abschnitt Persönlichkeiten). Die lutherische Kirche in der Mitte der Ortschaft wurde im Jahr 1784 als erste lutherische Kirche in der Region Prekmurje erbaut und 1909 umgestaltet.
Als eine der wenigen slowenischen Gemeinden verzeichnet Puconci eine Mehrheit an lutherischen Einwohnern. In Würdigung der Rolle Puconcis in der Geschichte der Reformation trägt die Gemeinde den Ehrentitel „Reformationsstadt Europas“.

## Persönlichkeiten
In Puconci geborene, gestorbene und wohnhafte Prominente:
- Mihály Bertalanits (1788–1853) starb in Pečarovci, Kantor, Lehrer und Dichter, Mitherausgeber des prekmurischen Gesangbuchs (1789) von Kantor-Lehrer Ruzsics (Prekmurisch: Kantor-školnik Ružič, Slowenisch: Kantor-učitelj Ružič)
- Ferenc Berke (1764–1841) starb in Puconci, lutherischer Superintendent und Schriftsteller, Mitherausgeber der zweiten Auflage des Neuen Testaments in Prekmurisch von István Küzmics
- György Czipott (1793 oder 1794–1834), aus Puconci (?), lutherischer Pfarrer und Schriftsteller
- Rudolf Czipott (1825–1901) starb in Puconci, Sohn von György Czipott, lutherischer Pastor, Schriftsteller
- Iván Fliszár, lutherischer Lehrer, verfasste vor 1797 in Bodonci das erste, nur handschriftlich überlieferte lutherische Gebetbuch in Prekmurisch
- János Fliszár (1856–1947) aus Šalamenci, Übersetzer, Dichter, Schriftsteller, Journalist und Lehrer, verfasste ein Wendisch-Ungarisch/Ungarisch-Wendisches Wörterbuch (Magyar-vend szótár = Vogrszki-vendiski (vogrszkiszlovénszki, sztári szlovénszki) rêcsnik, OCLC 456295040)
- Mátyás Godina (ca. 1768–1835) aus Lemerje, lutherischer Pastor in Budonci und Gornji Petrovci, Schriftsteller und Lehrer, verfasste Hymnen und Predigten in Prekmurisch
- Feri Horvat (1941–) aus Kuštanovci, Politiker (ZLSD), Parlamentspräsident Sloweniens (2004)
- Jožef Kerec (1892–1974) aus Prosečka Vas, erster slowenischer Salesianermissionar in China, Apostolischer Administrator in Zhaotong
- József Klekl (Sr./d. Ä.) (1874–1948), katholischer Priester in Pečarovci, Politiker in Ungarn, Schriftsteller, Vorsitzender der Slowenischen Volkspartei (Slovenska lüdska stranka), Abgeordneter in Belgrad, Vertreter der Unabhängigkeitsbewegung Prekmurjes
- Mihály Kolossa (1846–1906) aus Puconci, Bauer und Schriftsteller, Mitherausgeber der bearbeiteten Neuausgabe des lutherischen Gesangbuchs (Mrtvecsne peszmi/Totengesänge, 1887) in Prekmurisch von István Szijjártó
- István Küzmics (1723–1779) aus Strukovci, evangelischer Pfarrer, Übersetzer des Neuen Testaments (Nouvi Zákon, 1771), Begründer der prekmurischen Literatursprache
- Gergely Luthár (1841–1925), Notar in Puconci, Mitherausgeber der bearbeiteten Neuausgabe des lutherischen Gesangbuchs (Mrtvecsne peszmi/Totengesänge, 1887) in Prekmurisch von István Szijjártó
- István Lülik (?–1847), lutherischer Schulmeister und Schriftsteller in Puconci, übersetzte ein Lehrbuch aus dem Deutschen für die prekmurischen lutherischen Schulen
- Iván Persa (1861–1935), starb in Pečarovci, katholischer Priester und Schriftsteller, Verfasser eines Werkes zum Skapulier (Od vnouge i velke miloscse i pomoucsi szvétoga skapulera)
- József Szakovics (1874–1930) aus Vadarci, katholischer Priester, Überarbeiter des slowenischen Katechismus (Katoličanski Katekizmuš)
- István Szijjártó (1765–1833), lutherischer Lehrer in Puconci, Dichter, Verfasser des lutherischen Gesangbuchs (Mrtvecsne peszmi/Totengesänge)
- István Szmodis (1758–?), lutherischer Pfarrer in Bodonci[8] und Schriftsteller, verfasste Lieder und Predigten in Prekmurisch
- Sándor Terplán (1816–1858), lutherischer Kaplan und Pfarrer in Puconci, Schriftsteller, verfasste zwei Gebetbücher für Beerdigungen und Vigilien (1838), ein Beichtbuch für das Krankenabendmahl (1849, deutsch), ein Schulbuch und ein Psalmenbuch
- Mihály Szever Vanecsai (ca. 1699–1750) aus Vaneča, verfasste das drittälteste überlieferte Werk auf Prekmurisch, Réd zvelicsánsztva (Erwartungsvolle Rettung, 1742)